# Chalcoscirtus molo
Chalcoscirtus molo là một loài nhện trong họ Salticidae.
Loài này thuộc chi Chalcoscirtus. Chalcoscirtus molo được Yuri M. Marusik miêu tả năm 1991.